# Campionati mondiali di bob 1949
I Campionati mondiali di bob 1949, decima edizione della manifestazione organizzata dalla Federazione Internazionale di Bob e Skeleton, si sono disputati a Lake Placid, negli Stati Uniti d'America, sulla pista Mt. Van Hoevenberg Olympic Bobsled Run, il tracciato sul quale si svolsero le competizioni del bob ai Giochi di Lake Placid 1932 (sebbene su una versione differente della pista). La località, situata nello Stato di New York, ha ospitato quindi le competizioni mondiali per la prima volta nel bob a due uomini e nel bob a quattro.
L'edizione ha visto prevalere a pari merito gli Stati Uniti e la Svizzera, entrambe le nazioni vincitrici di un oro, un argento e un bronzo sulle sei medaglie assegnate in totale. I titoli sono stati infatti conquistati nel bob a due uomini dagli elvetici Felix Endrich e Friedrich Waller e nel bob a quattro dagli statunitensi  Stanley Benham, Patrick Martin, William Casey e William D'Amico.
Durante una discesa di prova in vista della gara di bob a due l'equipaggio belga formato da Max Houben e Jacques Mouvet ebbe un violento incidente, che causò la morte sul colpo di Houben; il suo frenatore Mouvet tuttavia sopravvisse nonostante le gravi lesioni subite al cranio e alla schiena.

## Risultati

### Bob a due uomini
| Pos. | Atleti                          | Nazione     |
| ---- | ------------------------------- | ----------- |
|      | Felix Endrich Friedrich Waller  | Svizzera    |
|      | Fritz Feierabend Heinrich Angst | Svizzera    |
|      | Fred Fortune John McDonald      | Stati Uniti |

### Bob a quattro
| Pos. | Atleti                                                         | Nazione     |
| ---- | -------------------------------------------------------------- | ----------- |
|      | Stanley Benham Patrick Martin William Casey William d'Amico    | Stati Uniti |
|      | James Bickford Henry Sterns Pat Buckley Donald Dupree          | Stati Uniti |
|      | Fritz Feierabend Werner Spring Friedrich Waller Heinrich Angst | Svizzera    |

## Medagliere
| Posizione | Nazione     | Oro | Argento | Bronzo | Totale |
| --------- | ----------- | --- | ------- | ------ | ------ |
| 1         | Stati Uniti | 1   | 1       | 1      | 3      |
| 1         | Svizzera    | 1   | 1       | 1      | 3      |
| Totale    | Totale      | 2   | 2       | 2      | 6      |